# معتمدية الشابة
معتمدية الشابة إحدى معتمديات الجمهورية التونسية، تابعة لولاية المهدية.
معتمدية الشابة مناطقها 3 و هي :
الشابة الشمالية، الشابة الجنوبية، السعفات.